# Slaptinci
Slaptinci este o localitate din comuna Sveti Jurij ob Ščavnici, Slovenia, cu o populație de 139 de locuitori.